# オマニー・ベイ (護衛空母)
オマニー・ベイ (USS Ommaney Bay, CVE-79) は、アメリカ海軍の護衛空母。カサブランカ級航空母艦の25番艦。艦名はアラスカ州のオマニー湾に因んで命名された。

## 艦歴
「オマニー・ベイ」は1943年10月6日に合衆国海事委員会の契約下ワシントン州バンクーバーのカイザー造船所で起工する。1943年12月29日にP. K. ロボットム夫人によって進水した。1944年2月11日に海軍に引き渡され、同日ハワード・L・ヤング艦長の指揮下で就役した。

### 1944年
就役後、「オマニー・ベイ」はオレゴン州アストリアを拠点に、ピュージェット湾において慣熟訓練と戦闘訓練を行った後、航空機と貨物を乗せて、ブリスベンへ向けて3月19日にオークランドを出港。奇しくも、目的地の近郊にはオマニー山という山があった。輸送任務を終えた「オマニー・ベイ」は、4月27日にサンディエゴに帰投。帰投後、10日間にわたって飛行隊の厳しい離着陸訓練や調査にかかわった。一連の訓練を終えた後、小さな改修工事を受けて、6月10日に真珠湾に向けて出港。真珠湾に到着後、来るペリリューの戦いおよびアンガウルの戦いに備え、他の経験浅い空母群とともに訓練を行うため、ツラギ島に回航された。9月11日から10月にかけて、パラオに近接し、ペリリュー島とアンガウル島に上陸したアメリカ軍に対する各種航空支援に従事した。
パラオ方面の戦いが収束すると、「オマニー・ベイ」はマヌス島に帰投し、ここでフェリックス・スタンプ少将率いる第77.4.2任務隊（通称「タフィ2」）に編入されレイテ島の戦いに参加した。10月25日のサマール沖海戦では栗田健男中将率いる日本艦隊の猛攻をくじくための空襲を繰り返し行い、「オマニー・ベイ」から発進した航空機は6度の攻撃で日本側の巡洋艦1隻を撃沈して数隻の敵艦を破損させ、タフィ2 の運命を敗北から勝利にひっくり返す事に貢献したと判断された。翌10月26日にも僚艦の航空機と協力して、レイテ島への輸送作戦から帰投中の軽巡洋艦「鬼怒」と駆逐艦「浦波」を撃沈した。
「オマニー・ベイ」はコッソル水道とマヌス島で整備を行った後、12月12日から17日にかけてはミンダナオ海とスールー海を進撃してミンドロ島の戦いの間接支援を行った。途中の12月15日、「オマニー・ベイ」を含む任務群はパナイ島近海で神風特攻隊の激しい攻撃を受け、「オマニー・ベイ」も左舷艦首方向から降下してきた第一草薙隊の銀河に襲われたものの、撃墜して事なきを得た。12月19日、コッソル水道に帰投。来るルソン島の戦いに備えて整備を行った。

### 喪失
1945年1月1日、「オマニー・ベイ」は他の艦船とともにリンガエン湾に向けて出航。ジェシー・B・オルデンドルフ中将率いる、オーストラリア海軍艦船も含んだ164隻もの艦船で構成された艦隊は、2日後にスリガオ海峡を通過する。翌日の1月4日午後、F4F戦闘機40機と陸軍戦闘機20機が上空を哨戒するスールー海を航行中、神風特攻旭日隊（彗星2機、指揮官風間万年中尉）、一誠隊（一式戦闘機2機）、進襲隊（九九式襲撃機1機）の攻撃を受ける。そのうちの旭日隊の彗星1機が、「オマニー・ベイ」にも、そして周囲の艦船に気づかれる事もなく接近し、艦橋に突入し右舷を破壊した。2発の爆弾が投下され、1発目が飛行甲板の内部で爆発し、前部第3格納庫に収容されていた燃料を満載した艦載機に誘爆した。2発目は格納庫を通り抜け、第2甲板上の消火用水管を破壊し右舷で爆発した。直ちに戦闘配置が令されたが、わずかに手遅れだった。
艦前部の水圧がたちまち失われ、動力と艦橋との通信も途絶えた。格納庫での猛烈な火災に対処していた兵員は、炎上する艦載機からの激しい黒煙及び12.7mm機銃弾の爆発で退避しなければならなくなった。艦は弾薬の爆発と火災による高熱で戦闘を行う状況ではなくなった。17時50分までに甲板上全面が維持不能となり、搭載していた魚雷が爆発する恐れが出てきた。「オマニー・ベイ」を支援するために接近した駆逐艦は、火災による熱気で消火作業も負傷者の移送も満足に行う事ができず、早急に離れざるを得なかった。やがて、艦長と砲術長から別々に、艦を放棄する命令が下された。18時16分には、搭載していた魚雷に引火して爆発し、破片は周囲の艦に降り注いだ。
19時45分、「オマニー・ベイ」は別の日本軍機の攻撃を呼び込む目印になる事を防ぐため、駆逐艦「バーンズ(USS Burns, DD-588) 」の魚雷により沈められた。格納庫の魚雷が爆発したことで死亡した2名の駆逐艦乗員を含む合計95名の水兵が死亡した。
「オマニー・ベイ」は第二次世界大戦の戦功での2つの従軍星章を受章した。